# 피루브산 탈수소효소 키네이스 1
피루브산 탈수소효소 키네이스 1(영어: pyruvate dehydrogenase kinase 1, PDK1)은 사람에서 PDK1 유전자에 의해 암호화되는 효소이다. 피루브산 탈수소효소 리포아마이드 키네이스 동질효소 1, 미토콘드리아(영어: pyruvate dehydrogenase lipoamide kinase isozyme 1, mitochondrial)라고도 한다. PDK1는 피루브산 탈수소효소 키네이스(PDK)의 동질효소를 암호화한다.
피루브산 탈수소효소(PDH)는 피루브산의 산화적 탈카복실화를 촉매하는 미토콘드리아 다중효소 복합체의 일부이며, 포유류에서 탄수화물 대사의 항상성 조절을 담당하는 주요 효소 중 하나이다. 효소 활성은 인산화 및 탈인산화에 의해 조절된다. 특정 피루브산 탈수소효소 키네이스(PDK)에 의한 피루브산 탈수소효소(PDH)의 인산화는 피루브산 탈수소효소(PDH)의 비활성화를 초래한다.

## 구조
PDK4 유전자에 의해 암호화된 성숙한 단백질은 그 서열에 407개의 아미노산을 포함한다. 활성 단백질을 형성하기 위해 두 개의 폴리펩타이드 사슬이 함께 모여 열린 입체구조를 형성한다. PDK1의 촉매 도메인은 효소에 별도로 존재할 수 있으며 PDK1 기질의 조절에 중요하다. 결정 구조 연구는 PIF-포켓이 촉매 도메인에도 위치함을 시사한다.

## 기능
피루브산 탈수소효소 복합체(PDC)는 일반적인 대사에서 중심적인 역할을 하기 때문에 엄격하게 조절되어야 한다. 피루브산 탈수소효소 복합체 내에는 E1 성분에 인산화 부위인 3개의 세린 잔기가 있다. 이 인산화는 복합체를 비활성화시킨다. 사람에는 PDK1, PDK2, PDK3, PDK4의 3가지 부위를 인산화하는 것으로 밝혀진 피루브산 탈수소효소 키네이스의 4가지 동질효소가 있다. PDK1은 3번째 세린 부위를 인산화할 수 있는 유일한 효소이다. 티아민 피로인산가수분해효소가 결합되면 4가지 동질효소 모두에 의한 인산화 속도가 크게 영향을 받는다. 특히, PDK1에 의해 인산기가 부위 2와 부위 3에 통합되는 것이 크게 감소한다.

### 조절
중심 대사 경로의 중요한 단계의 주요 조절자로서 피루브산 탈수소효소 패밀리는 수많은 요인에 의해 자체적으로 엄격하게 조절된다. 피루브산 탈수소효소 키네이스(PDK) 활성은 ω-3 지방산이 많이 함유된 식단을 섭취하는 개인에게서 감소하는 것으로 나타났다. 그러나 피루브산 탈수소효소(PDH) 활성은 영향을 받지 않았다. 또한, PDK1은 AZD7545 및 다이클로로아세트산(DCA)에 의해 저해된다. 메커니즘은 PDK1의 리포일 결합 포켓으로 돌출된 AZD7545의 트라이플루오로메틸프로판아마이드 말단인 것으로 밝혀졌다. 다이클로로아세트산은 PDK1의 N-말단 도메인의 나선 다발 근처에서 발견되었다. 결합된 다이클로로아세트산은 PDK1의 뉴클레오타이드 결합 및 리포일 결합 포켓 모두에 전달되는 국소적인 입체구조적 변화를 촉진하여 키네이스 활성을 비활성화시킨다.

## 임상적 중요성
PDK1은 신체 전반의 다양한 임상적 조건과 관련이 있다. PDK1은 피루브산 탈수소효소 복합체를 조절하기 때문에 이자 내의 β 세포를 비롯한 특정 세포에서 중요한 조절자임이 입증되었다. 이자의 주요 기능인 포도당 자극 인슐린 분비(GSIS)를 최적화하려면 PDH를 탈인산화된 활성 상태로 유지하기 위해 PDK1의 활성을 낮게 유지해야 한다. PDK1의 수준을 낮게 유지하는 것은 알츠하이머병의 발병과 직접적인 관련이 있는 대사 산물인 아밀로이드 베타에 대한 높은 내성을 부여하기 때문에 뇌의 특정 영역에 유익한 것으로 입증되었다.

### 암
이 유전자의 보편적인 역할은 암을 포함한 다양한 질병 병리에 관여하는 데 도움이 된다. PDK1의 mRNA 발현은 종양의 진행과 유의미한 연관이 있다. 실제로 PDK1의 존재는 환자가 달성할 수 있는 성공 수준을 나타내는 예후의 지표로 역할을 할 수 있다. 특히 이것은 위암 환자에서 바이오 마커로 역할을 할 수 있다. 협력적으로 저해제인 다이클로로아세트산이 이러한 유형의 암 환자를 위한 치료 옵션으로 미래에 사용될 수 있다. 저산소증과 젖산 생성을 조절하는 PDK1은 두경부 편평암 환자의 결과가 좋지 않은 것과 관련이 있다. 해당과정의 대사 산물의 축적은 악성 종양의 진행을 위한 피드포워드 루프를 생성하는 저산소증 유도인자(HIF)의 활성화를 촉진할 수 있다. 따라서 PDK1을 조절하기 위한 대사 산물로 HIF-1을 사용하는 것은 이러한 유형의 암에 대해 단독으로 또는 다른 치료법과 병행하여 또 다른 잠재적 치료법으로 간주된다. 추가적인 개발 연구에서는 생체 외 및 생체 내에서 교모세포종 줄기 유사 세포를 죽이는 데 PDK1과 and CHEK1의 결합 저해가 필요한 것으로 나타났다.

## 같이 보기
- 피루브산 탈수소효소 키네이스 (PDK)
- 피루브산 탈수소효소 키네이스 2 (PDK2)
- 피루브산 탈수소효소 키네이스 3 (PDK3)
- 피루브산 탈수소효소 키네이스 4 (PDK4)

## 더 읽을거리
- Sugden MC, Holness MJ (2003). “Recent advances in mechanisms regulating glucose oxidation at the level of the pyruvate dehydrogenase complex by PDKs”. 《Am. J. Physiol. Endocrinol. Metab.》 284 (5): E855–62. doi:10.1152/ajpendo.00526.2002. PMID 12676647.
- Liu S, Baker JC, Andrews PC, Roche TE (1995). “Recombinant expression and evaluation of the lipoyl domains of the dihydrolipoyl acetyltransferase component of the human pyruvate dehydrogenase complex”. 《Arch. Biochem. Biophys.》 316 (2): 926–40. doi:10.1006/abbi.1995.1124. PMID 7864652.
- Kolobova E, Tuganova A, Boulatnikov I, Popov KM (2001). “Regulation of pyruvate dehydrogenase activity through phosphorylation at multiple sites”. 《Biochem. J.》 358 (Pt 1): 69–77. doi:10.1042/0264-6021:3580069. PMC 1222033. PMID 11485553.
- Korotchkina LG, Patel MS (2001). “Site specificity of four pyruvate dehydrogenase kinase isoenzymes toward the three phosphorylation sites of human pyruvate dehydrogenase”. 《J. Biol. Chem.》 276 (40): 37223–9. doi:10.1074/jbc.M103069200. PMID 11486000.
- Tuganova A, Boulatnikov I, Popov KM (2002). “Interaction between the individual isoenzymes of pyruvate dehydrogenase kinase and the inner lipoyl-bearing domain of transacetylase component of pyruvate dehydrogenase complex”. 《Biochem. J.》 366 (Pt 1): 129–36. doi:10.1042/BJ20020301. PMC 1222743. PMID 11978179.